# Koi wo Shichaimashita!
Singles de Tanpopo
Otome Pasta ni Kandō
(2000) Ōjisama to Yuki no Yoru
(2001)
Singles par Morning Musume
Renai Revolution 21
(2000) The Peace!
(2001)
 Koi wo Shichaimashita!  (恋をしちゃいました!, ou Koi o Shichaimashita!) est le sixième single du groupe féminin de J-pop Tanpopo, sous-groupe de Morning Musume.
Il sort le 21 février 2001 au Japon sous le label zetima, écrit et produit par Tsunku. Il atteint la 2e place du classement Oricon, et reste classé pendant 9 semaines, pour un total de 386 830 exemplaires vendus ; il restera le disque le plus vendu du groupe. La chanson-titre figurera sur les compilations All of Tanpopo de 2002 (ainsi que la "face B" Baby Cry), et Tanpopo / Petit Moni Mega Best de 2008. C'est le deuxième disque enregistré avec la nouvelle formation du groupe, dite "deuxième génération", sans Aya Ishiguro remplacée par Rika Ishikawa et Ai Kago.

## Membres
- Kaori Iida
- Mari Yaguchi
- Rika Ishikawa
- Ai Kago

## Liste des titres
1. Koi wo Shichaimashita!  (恋をしちゃいました!?)
2. Baby Cry (BABY CRY)
3. Koi wo Shichaimashita! (instrumental) (恋をしちゃいました!...?)